# IC 3732
IC 3732 је елиптична галаксија у сазвјежђу Дјевица која се налази на листи објеката дубоког неба у Индекс каталогу.
Деклинација објекта је + 10° 19' 27" а ректасцензија 12h 45m 11,9s. Привидна величина (магнитуда) објекта IC 3732 износи 15,3 а фотографска магнитуда 16,3. IC 3732 је још познат и под ознакама VCC 2015, PGC 42980.